# VIXX
VIXX (koreaiul: 빅스, Pikszu; Voice, Visual, Value in Excelsis [Hang, Megjelenés, Érték a Dicsőségben]) dél-koreai hattagú fiúegyüttes, akiket a Jellyfish Entertainment menedzsel. A csapat minden tagja szerepelt az Mnet Mydol című valóságshowjában. A tagokat eliminációs rendszerben választották ki a nézők szavazatai alapján. Az együttes neve VIXX, amit szintén a nézők szavaztak meg. A rajongói klub neve ST☆RLIGHT. (Starlight).

## Történet

### Debütálás előtt
Debütálásuk előtt, a VIXX 6 tagja az Mnet valóságshow-jának, a Mydol-nak 10 versenyzői között szerepeltek.A debütálás előtt a tagok többször vendégszerepeltek különböző zenei videókban a Jellyfish Entertainment művészeivel. N, Leo, Hongbin és Ravi szerepeltek Brian Jo Let this Die zenei klipjében. Majd később, Hongbin kivételével, Szo Inguk Shake it up, Hongbin pedig Szo Inguk Tease me című zenés videójában jelentek meg.[forrás?]

### 2012–2013

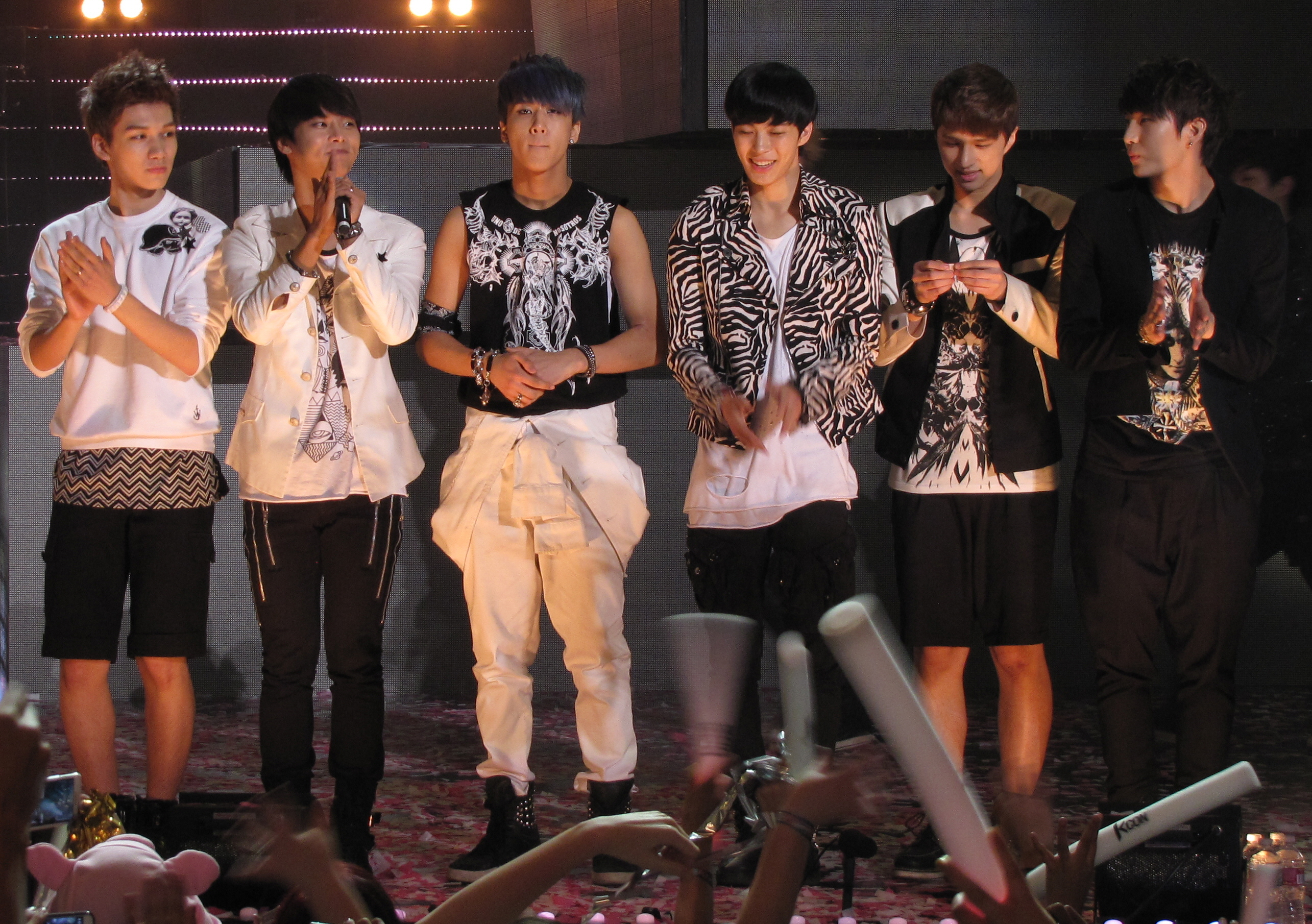
VIXX a KCON 2012-n

A VIXX 2012. május 24-én debütált az M!Countdownban Super Hero című számukkal. Az első tengerentúli fellépésük az Otakon Convention-ön volt Baltimore-ban 2012. július 27-én.
Augusztus 14-én megjelentették a második kislemezüket, amely a Rock Ur Body címet kapta. A klipben egyébként feltűnik a Sistar énekese Dasom . A VIXX része volt a Jellyfish Entertainment első élő koncertjének, a Jellyfish Live at Tokyo's Zepp Diver City-nek, szeptember 12-én, Japánban.Az együttes részt vett a KCON 2012-n is október 13-án. Autogramosztást tartottak és az est zárókoncertjén belül felléptek a Super Hero-val és a Rock Ur Body-val, a Verizon Amfiteátrumban.
A VIXX tagja volt még ezen kívül a Jellyfish téli projektjének, a Heart projectnek, kiadótársaikkal, I Szohunnal, Pak Hjosinnal, Szo Ingukkal és Szong Sigjonggal. Ezt a projektet különleges ajándéknak szánták a rajongóknak. December 5-én, digitális formában megjelent a címadó daluk, a 크리스마스니까 (Khuriszumaszunikka; Mert karácsony van).
Január 6-án a VIXX előrehozottan megjelentette a 3. kislemezét, a Don’t Want To be An Idol-t. Teasereket jelentettek meg január 9-én, ami előtt egy héttel a csapat bejelentette, hogy a hivatalos rajongói klubjuk neve ST☆RLIGHT lesz. A 3. kislemezük, az I'm ready to get hurt (On and On) 2013. január 17-én jelent meg.
Május 13-án megjelentek teaser képek és egy számlista a csapat Hyde című első minialbumához. Az albumot és a címadó dalhoz tartozóvideóklipet május 20-án jelentették meg. Ezután 21-én tartottak 500 fő részvételével egy gerilla rajongói találkozót Szöulban.
Július 25-én teaser képek és számlista jelent meg a csapat Jekyll című repackage albumához. A címadó dalt G.R.8.U / You.Are.Im.pres.sive címmel július 31-én adták ki. A megjelenést követően a G.R.8.U három online zenei listán, Bugs-on, Naver Music-on és a Soribadán is első helyen nyitott.[forrás?]
Október és november között a VIXX megtartotta az első világ körüli turnéját, amely a The Milky Way Global Showcase nevet kapta. A turné állomásai: Dél-Korea, Japán Olaszország, Svédország, Malajzia és Amerika.[forrás?]
Szeptember 20-án az SBS cshuszok-különkiadásában, a Star Face-off című műsorban, a bírák szerint a VIXX, az EXO, a BESTie és Hong Dzsinjong holtversenyben végeztek az első helyen.[forrás?]
Október 2-án a VIXX bejelentette, hogy az OKDAL (옥상달빛 vagy Okszang Talbit) című indie együttessel vesznek fel közösen dalt, ami a Y.BIRD from Jellyfish Island című albumhoz készült. A Girs, why? című dalhoz október 7-én jelent meg videóklip-részlet és október 11-én jelent meg maga a videó.
Október 30-án bejelentették hogy a VIXX november 17-én, Szöulban befejezi a világ körüli turnét, A The Milky Way-t . November 8-án kislemezt adtak ki Only U címmel a Voodoo című nagylemezükről. November 20-án kiadták az album címadó dalát Voodoo Doll címmel, majd november 25-én a lemez is megjelent.
A Jellyfish entertainment művészei, a VIXX-et is beleértve, december 10-én bemutatták az évenként megjelenő új karácsonyi dalokat, aminek a címe "Winter Confession" for Jelly Christmas 2013. A dal két hétig vezette az Instiz slágerlistáját, a Billboard K-Pop Hot 100 chart-ot és a Kaon listáját is.[forrás?]

### 2014–2015
2014. március 5-én, a Jellyfish Entertainment bejelentette, hogy a VIXX visszatér április közepén vagy május elején. Május 18-án bejelentették a hivatalos weboldalukon,hogy a VIXX negyedik kislemeze az Eternity nevet fogja viselni. Május 27-én megjelent a klip az albummal együtt.
Május 19-én, a Jellyfish Entartainment bejelentette, hogy a VIXX július 2-án a Japán zenei piacon is megjelenik egy stúdióalbummal, melynek címe Darkest Angels. Az album a 10. helyen végzett a japán Oricon zenei listán,öt egymást követő héten. Június 20-án bejelentették,hogy a VIXX augusztus 9-én és 10-én részt vesz a KCON -on. A VIXX megtartotta az első VIXX Live Fantasia túrát. Látogatást tettek Japánban és több Európai országban. 2014. szeptember 25-én a Jellyfish Entertainment bejelentette a VIXX visszatérését. Az Error október 14-én jelent meg az albummal együtt. December 10-én megjelent az "Error" japán változata is.
2015. február 8-án a VIXX meghívást kapott a The KKBOX Music Awards-ra, amit a Taipei Arénában tartottak.A VIXX volt az első koreai együttes,akiket meghívtak az eseményre. Február 20-án megjelent a "Love Equation" első teasere. Február 24-én megjelent a Boys' Record klipje az albummal együtt. Az együttes megnyerte az első hármas koronát a The Show-ban. Márciustól májusig a VIXX megtartotta a második VIXX Live Fantasia túra Utopia különböző országokban. Állomások: Dél-Korea,Japán,Fülöp-Szigetek és Szingapúr. 2015. március 18-án A VIXX bejelentette az első hivatalos belépését a kínai és a tajvani piacon a "命中注定 (Destiny Love)" megjelenésével. A zenei videó is megjelent a Avex Taiwan YouTube csatornáján. Július 7-én a VIXX ismét betürt a kínai és a tajvani piacra az "Error" kínai verziójával.
2015-ben megalakult a VIXX első hivatalos alegysége a VIXX LR,melynek tagjai Leo és Ravi. A debütáló albumuk a Beautiful Liar címet kapta, ami 2015. augusztus 17-én jelent meg. Augusztus 29-én a VIXX a 16 helyen nyitott a Billboard Social 50 listáján, majd felküzdötte magát a 14. helyre.

### 2015 –
2020 augusztusában Hongbin bejelentette, hogy kilép az együttesből.

## Tagok
| Művésznév | Művésznév | Születési név | Születési név | Születési dátum              | Pozíció             |
| Magyaros  | Hangul    | Magyaros      | Hangul        | Születési dátum              | Pozíció             |
| --------- | --------- | ------------- | ------------- | ---------------------------- | ------------------- |
| N         | 엔        | Csha Hagjon   | 차학연        | 1990. június 30. (34 éves)   | vezető, vokál, tánc |
| Leo       | 레오      | Csong Thegun  | 정택운        | 1990. november 10. (34 éves) | fővokál             |
| Ken       | 켄        | I Dzsehvan    | 이재환        | 1992. április 6. (32 éves)   | fővokál             |
| Ravi      | 라비      | Kim Vonsik    | 김원식        | 1993. február 15. (32 éves)  | rap, tánc           |
| Hyuk      | 혁        | Han Szanghjok | 한상혁        | 1995. július 5. (29 éves)    | tánc, vokál         |

### Korábbi tagok
| Művésznév | Művésznév | Születési név | Születési név | Születési dátum                | Pozíció            |
| Magyaros  | Hangul    | Magyaros      | Hangul        | Születési dátum                | Pozíció            |
| --------- | --------- | ------------- | ------------- | ------------------------------ | ------------------ |
| Hongbin   | 홍빈      | I Hongbin     | 이홍빈        | 1993. szeptember 29. (31 éves) | vokál, rap, visual |

## Diszkográfia

### Kislemez-albumok
| Év   | Album információk | Legjobb zenei lista helyezés | Legjobb zenei lista helyezés | Eladások                                  |
| Év   | Album információk | Gaon Lista Heti              | Gaon Lista Havi              | Eladások                                  |
| ---- | --- | ---------------------------- | ---------------------------- | ----------------------------------------- |
| 2012 | "Super Hero" - Megjelenés ideje: 2012. 05. 24. - Formátum: CD, digitális letöltés - Kiadó: Jellyfish Entertainment Számlista 1. "Super Hero" 2. "Starlight" 3. "Super Hero (Inst.)"                                                                      | 18                           | 28                           | - KOR: 2,642 (2012) - KOR: 8,643+ (2013)  |
| 2012 | "Rock Ur Body" - Megjelenés: 2012. 08. 14. - Formátum: CD, digitális letöltés - Kiadó: Jellyfish Entertainment Számlista 1. "Rock Ur Body" 2. "아픈데 좋아 (UUUUU)" 3. "Rock Ur Body (Inst.)"                                                            | 9                            | 35                           | - KOR: 4,914 (2012) - KOR: 10,628+ (2013) |
| 2013 | "On and On" - Megjelenés: 2013. 01. 17. - Formátum: CD, digitális letöltés - Kiadó: Jellyfish Entertainment Számlista 1. "다칠 준비가 돼 있어 (On and On)" 2. "아이돌 하기 싫어 (Don’t Want To Be An Idol)" 3. "다칠 준비가 돼 있어 (On and On) (Inst.)" | 4                            | 7                            | - KOR: 34,039+ (2013)                     |
| 2013 | "Girls, Why?" - Megjelenés: 2013. 10. 11. - Format: CD, digitális letöltés - Kiadó: Jellyfish Entertainment Számlista 1. "여자는 왜 (Girls, Why?) feat. 옥상달빛" 2. "I’m A Boy, You’re A Girl feat. 옥상달빛" 3. "여자는 왜 (Girls, Why?) (Inst.)"      | 4                            | 14                           | - KOR: 9,156+ (2013)                      |

### Minialbumok
| ÉV   | Album információk | Legjobb zenei lista helyezés | Legjobb zenei lista helyezés | Eladások               |
| ÉV   | Album információk | Gaon Lista Heti              | Gaon Lista Havi              | Eladások               |
| ---- | --- | ---------------------------- | ---------------------------- | ---------------------- |
| 2013 | "Hyde" - Megjelenés: 2013. 05. 20. - Formátum: CD, digitális letöltés - Kiadó: Jellyfish Entertainment Számlista 1. "어둠 속을 밝혀줘 (Light Up the Darkness)" 2. "hyde" 3. "그만 버티고 (Stop Resisting) feat. Minah of Girl's Day" 4. "CHAOS" 5. "Love Letter 6. "hyde (Inst.)" | 3                            | 7                            | - KOR: 51,113+ (2013)  |
| 2013 | "Jekyll" – Repackaged Album - Megjelenés: 2013. 07. 31. - Formátum: CD, digitális letöltés - Kiadó: Jellyfish Entertainment Számlista 1. "Jekyll" 2. "대.다.나.다.너 (G.R.8.U)" 3. "어떡하지 (What To Do)" 4. "어둠 속을 밝혀줘 (Light Up the Darkness)" 5. "hyde" 6. "그만 버티고 (Stop Resisting) feat. Minah of Girl's Day" 7. "CHAOS" 8. "Love Letter" 9. "대.다.나.다.너 (G.R.8.U) (Inst.)" | 3                            | 3                            | - KOR: 110,809+ (2013) |
| 2014 | "Eternity" - Megjelenés: 2014. 05. 22. - Formátum: CD, digitális letöltés - Kiadó: Jellyfish Entertainment Számlista 1. "Eternity" 2. "Sad Ending" 3. "Love, LaLaLa" 4. "Eternity (Inst.)" | 1                            | 4                            | - KOR: 84,084 (2014)   |
| 2014 | "Error" - Megjelenés: 2014. 10. 14. - Formátum: CD, digitális letöltés - Kiadó: Jellyfish Entertainment Számlista 1. "Steel Heart (Intro)" 2. "Error" 3. "After Dark" 4. "청춘이 아파 (Youth Hurts)" 5. "Time Machine" 6. "What U Waiting For" 7. "Error (Inst.)" | 1                            | 2                            | - KOR: 90,195+ (2014)  |

### Nagylemezek
| Év   | Album információk | Legjobb Zenei lista helyezés | Legjobb Zenei lista helyezés | Eladások              |
| Év   | Album információk | Gaon Lista Heti              | Gaon Lista Havi              | Eladások              |
| ---- | --- | ---------------------------- | ---------------------------- | --------------------- |
| 2013 | "Voodoo" - Megjelenés: 2013. 11. 25. - Formátum: CD, digitális letöltés - Kiadó: Jellyfish Entertainment Számlista 1. "VOODOO" 2. "저주인형 (Voodoo Doll)" 3. "Beautiful Killer" 4. "Someday" 5. "대답은 너니까 (Only U)" 6. "B.O.D.Y" 7. "Secret Night" 8. "Say U Say Me" 9. "오늘부터 내 여자 (From Now On, You’re Mine)" 10. "태어나줘서 고마워 (Thank You for Being Born)" 11. "SUPER HERO" 12. "Rock Ur Body" 13. "다칠 준비가 돼 있어 (On and On)" 14. "hyde" 15. "저주인형 (Voodoo Doll) (Inst.)" | 1                            | 1                            | - KOR: 43,070+ (2013) |

### Kislemezek
| Év   | Cím            | Legmagasabb helyezés[forrás?] | Album                              |
| Év   | Cím            | Kaon Heti                     | Album                              |
| ---- | -------------- | ----------------------------- | ---------------------------------- |
| 2012 | Super Hero     | 112                           | "Super Hero"                       |
| 2012 | Rock Your Body | 118                           | "Rock Ur Body"                     |
| 2013 | On and On      | 25                            | "On and On"                        |
| 2013 | Hyde           | 35                            | "Hyde"                             |
| 2013 | G.R.8.U        | 14                            | "Jekyll"                           |
| 2013 | Girls, Why?    | 57                            | "Y.BIRD from the Jellyfish Island" |
| 2013 | Only U         | 41                            | "Voodoo"                           |
| 2013 | Voodoo Doll    | 1                             | "Voodoo"                           |

## A Milkyway Global Showcase
2013. 08. 22-én a csapat Twitteren és a hivatalos YouTube csatornájukon keresztül bejelentették, hogy hamarosan megtartják az első világkörüli túrnéjukat. A rendezvénysorozat neve, Milkyway, a rajongók -Starlights- elnevezésére utal, akik az egész világon jelen vannak és jelképezik a csillagokat, amik felépítik a Tejút rendszert. A rendezvénysorozat október és november között zajlott le.
| Dátum              | Város        | Ország                    | Helyszín                              |
| ------------------ | ------------ | ------------------------- | ------------------------------------- |
| 2013. október 20.  | Kuala Lumpur | Malajzia                  | HGH Convention Centre                 |
| 2013. október 23.  | Oszaka       | Japán                     | Osaka International Convention Centre |
| 2013. október 25.  | Tokió        | Japán                     | Nakano Sun Plaza                      |
| 2013. november 2.  | Stockholm    | Svédország                | Oscarsteatern                         |
| 2013. november 3.  | Milánó       | Olaszország               | LIVECLUB MILANO                       |
| 2013. november 8.  | Dallas       | Amerikai Egyesült Államok | Verizon Amfiteátrum                   |
| 2013. november 10. | Los Angeles  | Amerikai Egyesült Államok | Club Nokia                            |
| 2013. november 17. | Szöul        | Dél-Korea                 | Olympic Gymnastics Arena              |

## VIXX Live Fantasia – Hex Sign
A VIXX hivatalos YouTube csatornáján közzé tette 2014. július 23-án, hogy újabb világ körüli turnéra indulnak. A rendezvénysorozat érintette Európa két országát, Magyarországot és Lengyelországot. A magyarországi koncertre 2014. szeptember 12-én került sor a Petőfi Csarnokban.

## Fellépések

### Valóságshowk
- VIXX TV (2012–; YouTube)[32]
- MyDOL (2012; Mnet)[33]
- VIXX's MTV Diary (2012; SBS MTV)[34]
- Plan V Diary (2013; SBS MTV)[35]
- VIXX File (2013; Mnet Japan)
- VIXX's One Fine Day (2014; MBC Music)
- Project VIXX ~Invaders from Space~ (2016; Fuji TV NEXT)
- Project VIXX 2 ~Invaders from Space Return~ (2016; Fuji TV NEXT)

### Televíziós műsorok
- 2013: SBS Heirs (VIXX, 4. epizód)[36]
- 2014: Peppermint Chocolate N, és Hongbin
- 2014: Hotel King – N
- Glorious Day – Hongbin
- 2014: Boarding House no. 24 – Ken

### Varieté műsorok
- 2012: Sonbadak TV K-POP TV VIXX
- 2013: Arirang Pops in seoul|Pops in Seoul
- 2013: Mnet Mnet Wide Open Studio
- 2013: SBS Star Face-off[37]
- 2013: MBC Idol Star Athletic Championships[38]

### Vendégszereplések
- 2013: TVN "The Romantic and Idol" (N)[39]
- 2013: KBS World Global Request Show: A Song For You (VIXX és BTOB, 6. epizód)
- 2013: MBC All The K-Pop
- 2013: KBS2 Yoo Hee-Yeol's Sketchbook (VIXX és OKDAL)[40]
- 2013: KBS2 Immortal Song 2[41]
- 2014: Peppermint Chocolate N, és Hongbin

## Fordítás
Ez a szócikk részben vagy egészben a VIXX című angol Wikipédia-szócikk ezen változatának fordításán alapul.  Az eredeti cikk szerkesztőit annak laptörténete sorolja fel. Ez a jelzés csupán a megfogalmazás eredetét és a szerzői jogokat jelzi, nem szolgál a cikkben szereplő információk forrásmegjelöléseként.